# 好彩香菸
好彩香菸（英語：LUCKY STRIKE）原本是由美國煙草公司R.A. Patterson於1871年推出的口嚼煙品牌，在19世紀初它才發展成一個烤煙品牌。
好彩香菸由英美煙草公司持有。它在20世紀30-40年代是美國最受歡迎的香煙，而且在二戰時是美軍的專用香煙品牌。

## 品牌命名
好彩這個名字是受到當時淘金潮所啟發。當時，差不多每1000位礦工之中只有約4位能夠成功淘金，暗喻LUCKY STRIKE的香煙好比掘到的金粒，有著最高的品質。

## 香港市場
現時LUCKY STRIKE以$75-$78價錢於香港7-11及OK便利店銷售，產品包括：
- 紅色 LUCKY STRIKE
- 藍色 LUCKY STRIKE
- 綠色LUCKY STRIKE
- 冰極 LUCKY STRIKE
- 北海道薄荷8 Lucky Strike
- 北海道薄荷5 Lucky Strike
- 北海道薄荷草莓8 Lucky Strike
- 北海道薄荷草莓5 Lucky Strike
- 彩色 Lucky Strike
- 雙爆珠紫色 Lucky Strike
- 金 Lucky Strike

## 流行文化
- 在香港電影《志明與春嬌》中，以吸煙為背景描述一眾男女之間的故事，男主角張志明經常抽的香煙為綠色Lucky Strike。其後發行DVD時也有兩款封面，一款為綠Luck版，另一款為幼卡碧版。

- 日本知名藝人木村拓哉曾經抽紅色Lucky Strike，原因是喜歡它以美式烘烤方式製作。

- 在電玩作品 Metal Gear Solid 系列中，Lucky Strike是主角Solid Snake最喜愛的香煙品牌。

- 美國知名電視劇系列「廣告狂人」中，故事圍繞的廣告公司客戶就是Lucky Strike。

- 犯罪電影《花月殺手》中，故事結尾的廣播劇贊助商就是Lucky Strike。